# Ademar lo Negre

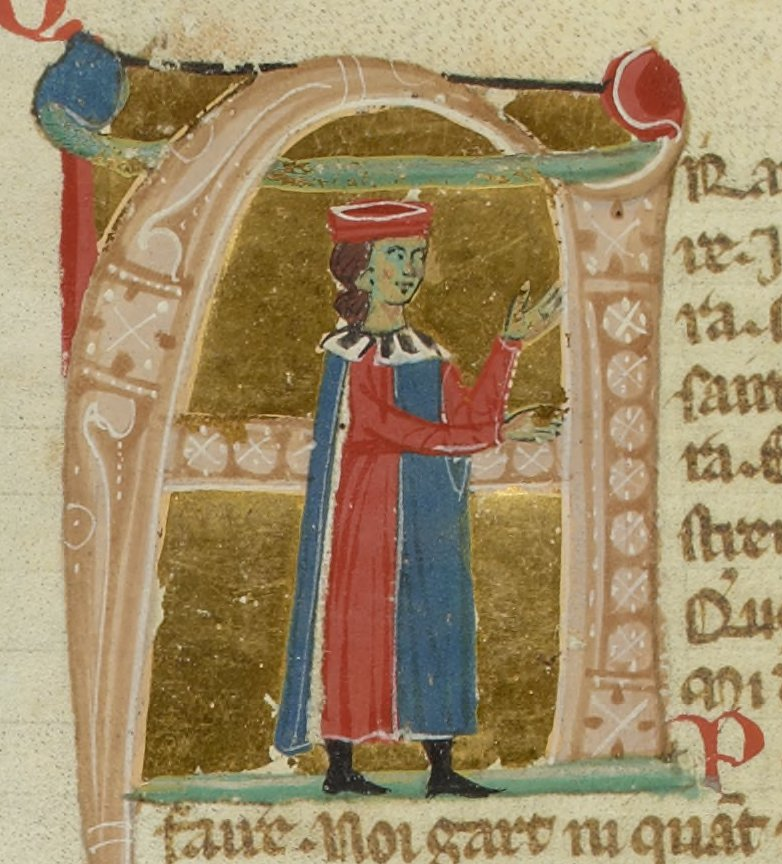
BnF ms. 854 fol. 138v; cançoner I

Ademar lo Negre (el nombre presenta también las variantes Azemar o Aimar, fl. 1210 - 1217) fue un trovador occitano. 

## Biografía
Se conserva una Vida de Ademar lo Negre que señala que era de Castellvell de Albi, que fue un hombre cortés y que fue honrado por nobles, por el rey Pedro II de Aragón y por el conde Ramón VI de Tolosa. Y que componía canciones.
No se tienen muchos datos documentales de este trovador que, por el nombre en forma de apodo, podría haber sido un juglar. Castellvell, de dónde era originario, se ha vinculado a una población que actualmente está anexada a Albi, que dependía de los Trencavel.

## Obra

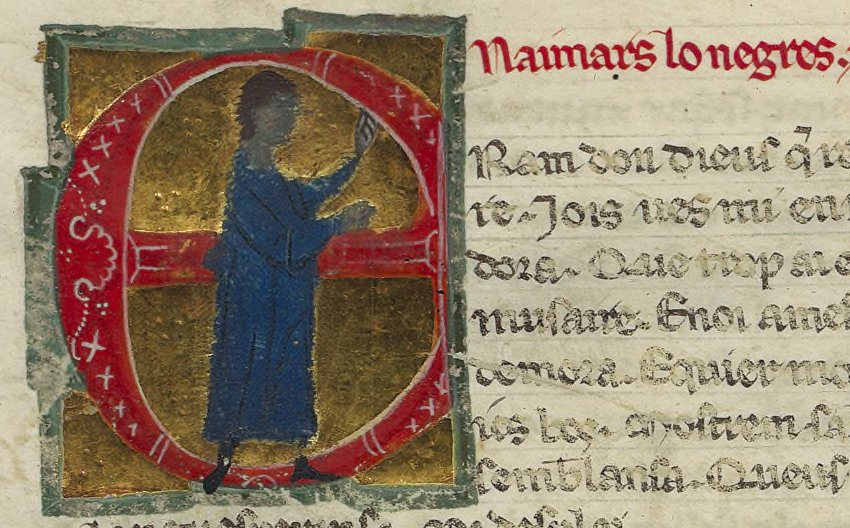
BnF ms. 12473 fol. 124v; cançoner K

Cómo dice la vida, se conservan cuatro canciones.
- (3,1) Era⋅m don Dieus que repaire.
- (3,2) Era⋅m vai mieills qe non solo (enviada al infante Fernando de Castilla, cosa que permite datarla entre 1214 y 1217)
- (3,3) De solaz e de chanzos
- (3,4) Ja d'ogan pel temps florit

También se le atribuye la canción en fragmentos Si faz buena canson, descubierta recientemente y que se puede catalogar como PC 3,5.
El tesón Miraval, tenzon grazida (PC 1,1 = 406,32) es entre un Ademar y Raimon de Miraval; se cree que este Ademar podría ser Ademar lo Negre.

### Repertorios
- Alfred Pillet / Henry Carstens, Bibliographie der Troubadours von Dr. Alfred Pillet [...] ergänzt, weitergeführt und herausgegeben von Dr. Henry Carstens. Halle: Niemeyer, 1933 [Ademar lo Negre és el número PC 3]
- Guido Favati (editor), Le biografie trovadoriche, testi provenzali dei secc. XIII e XIV, Bolonia, Palmaverde, 1961, pàg. 295
- Martí de Riquer, Vidas y retratos de trovadores. Textos y miniaturas del siglo XIII, Barcelona, Círculo de Lectores, 1995 p. 227-229